# Edgard Parrales
Edgard Francisco Parrales Castillo (Managua, 16 de noviembre de 1942). Es un sacerdote diocesano, defensor de la teología de la liberación nicaragüense, Ministro de Bienestar Social (1980-1982). Embajador, Representante Permanente de Nicaragua ante la OEA (1982-1986). El 4 de febrero de 1984 –en el marco de la Guerra fría,– el papa Juan Pablo II suspendió a divinis del ejercicio del sacerdocio, a los sacerdotes Ernesto Cardenal (59), Fernando Cardenal (50), Miguel d'Escoto (51) y Edgard Parrales (42), debido a su adscripción a la teología de la liberación. Treinta años después, el 4 de agosto de 2014, el papa Francisco levantó esa suspensión. Actualmente es profesor de leyes en la Universidad Nacional Autónoma de Nicaragua (UNAN) y representante en la Cámara de Arbitraje en Managua. 

## Biografía
Sus padres fueron el paramédico Francisco Arturo Parrales Téllez y Dominga Margarita Castillo Mora, quien se dedicó al negocio de construir casas y venderlas; y de las cuales algunas todavía existen. Asiste al colegio La Salle en Managua, luego se traslada al Seminario Nacional donde inicia su vida religiosa. Realiza sus estudios superiores en la Universidad Gregoriana de Roma, Italia donde se gradúa de Filosofía y Cultura del hombre (1961-1964) y luego Teología (1964-1968), es en Roma donde oficia su primera misa. La primera liturgia en Nicaragua la realiza en la parroquia donde después llegó a ser párroco, la iglesia del Perpetuo Socorro, ubicada frente al costado oriental del Campo Marte y que destruyó el terremoto de 1972. Se realiza su trasladó a una zona por la Universidad Centroamericana (UCA), donde pasó un tiempo celebrando misas en casas particulares. Una vez que logra obtener un terreno en el Reparto San Juan, construyó la iglesia Santa Marta. Inicia sus estudios de leyes en la Universidad Nacional Autónoma de Nicaragua (UNAN-León). Finalizando en 1975.
Se une a la Revolución Nicaragüense con el Frente Sandinista de Liberación Nacional, donde participó como Viceministro Sub-director general del Instituto Nicaragüense de Seguridad Social (1979-1980), Ministro de Bienestar Social (1980-1982). embajador representante permanente de Nicaragua ante la OEA (1982-1986). Director general de Relaciones Nacionales e Internacionales en la Asamblea Nacional.  Ejerció el sacerdocio hasta 1983, después que por varios años pasó por un proceso interno de reflexiones. “Fue una especie de reclamo de identidad propia, porque vos sabés que el sacerdote si tiene ideas propias tiene que deponerlas ante el pensamiento de la iglesia” Edgard Parrales. El 4 de febrero de 1984, el papa Juan Pablo II suspendió a divinis del ejercicio del sacerdocio a los defensores de la Teología de la liberación.
Contrajo matrimonio el 4 de marzo de 1989 con Carmen Dolores Córdova (hija del doctor Rafael Córdova Rivas, 1923-2009) con la que procreó dos hijas.
Actualmente realiza el ejercicio profesional independiente, es profesor de leyes en la Universidad Autónoma de Nicaragua y representante en la Cámara de Arbitraje. Es una de las principales voces críticas del Gobierno de Nicaragua, brindando entrevistas en el canal 10 donde explicó las consecuencias que tiene para Nicaragua abandonar la OEA y el cumplimiento de los compromisos con esta organización. De igual forma criticó la decisión del gobierno de quitarle la decanatura del cuerpo diplomático al Nuncio Apostólico Waldemar Stanisław Sommertag.
Debido a su posición crítica frente a la crisis sociopolítica que atraviesa Nicaragua, Edgar Parrales fue detenido ilegalmente el 22 de noviembre del año 2021, en la entrada de casa, pese a sus 79 años de edad y el estado delicado de su salud. Fue llevado a la prisión El Nuevo Chipote de la Dirección de Auxilio Judicial . Pero tras la muerte del general Hugo Torres Jiménez, Edgard fue uno de los que el gobierno Sandinista cambió las detenciones de prisión preventiva a arresto domiciliario debido a su delicado estado de salud.
Durante su juicio en abril de 2022 fue llevado de nuevo a prisión donde fue declarado culpable, declaró que el "responsable" de la tragedia en Nicaragua es "Daniel Ortega". Parrales cumplirá su sentencia en su domicilio.